# Milivoje Živanović
Milivoje Živanović (ur. 2 kwietnia 1900 w Požarevcu, zm. 15 listopada 1976 w Belgradzie) – serbski aktor.
Od 1920 występował w zespołach prowincjonalnych, następnie w Nowym Sadzie, Skopju i Belgradzie (Teatr Narodowy, Teatr Dramatyczny). Role głównie w repertuarze klasycznym (m.in. Król Lir i Otello Williama Szekspira, Idiota Fiodora Dostojewskiego, John Gabriel Borkman Henryka Ibsena) i współczesnym (Von Gerlach – Więźniowie z Altony Jeana Paula Sartre’a. Grał także w filmach jugosłowiańskich (Solaja Vladimira Nanovicia 1955) i włoskich (Burza Antonio Lattuady 1958).